# Kliochinol
Kliochinol – organiczny związek chemiczny, chloro- i jodopochodna 8-hydroksychinoliny. Jasnożółtawy miałki proszek. Znalazł zastosowanie w lecznictwie jako środek o silnym i długotrwałym działaniu odkażającym i wysuszającym. Posiada także działanie odwaniające. Stosowany w postaci nieprzetworzonej jako zasypka bądź w różnorodnych postaciach farmaceutycznych (głównie maści 2–10%) w leczeniu zakażonych ran, zwłaszcza z towarzyszącymi wydzielinami, owrzodzeń podudzi oraz w skaleczeniach i otarciach naskórka. Stosowany miejscowo jest nietoksyczny. Dawniej stosowany doustnie w biegunkach bakteryjnych (pod nazwą handlową Enteroseptol). W Polsce znany pod nazwą farmaceutyczną wioform.

## Preparaty
- Clioquinolum – substancja do receptury aptecznej / Caelo Caesar & Loretz GmbH – Niemcy.
- Betnovate C – maść i krem (preparat złożony – zawiera walerianian betametazonu i kliochinol) / GlaxoSmithKline
- Lorinden C – maść (preparat złożony – zawiera flumetazon i kliochinol)